# Cassipourea guianensis
Cassipourea guianensis es una especie de árbol en la familia Rhizophoraceae. 

## Descripción
Es un árbol que alcanza 25 metros de altura, crece por debajo de los 1000 m s. n. m.; las hojas son simples y opuestas. Flores de color blanco y los frutos pasan de amarillo a color naranja cuando maduran.

## Distribución
Se encuentra reportada por Forero, E & Gentry, A en el documento "Lista anotada de las plantas del Departamento del Chocó, Colombia (1989) en el Departamento de Chocó, Colombia.

## Usos
La madera se utiliza en la construcción de pisos industriales y ferrocarriles. De su corteza y de las hojas es posible obtener taninos muy útiles en las curtiembres. En la fitoterapia es utilizado como antisecretor, cicatrizante y para la disminución de la prostaglandina

## Taxonomía
Cassipourea guianensis fue descrita por Jean Baptiste Christophore Fusée Aublet y publicado en  Histoire des Plantes de la Guiane Françoise 1: 529, t. 211, en el año 1775.
Sinonimia
| - Cassipourea alba Griseb. - Cassipourea belizensis Lundell - Cassipourea broadwayi Briq. - Cassipourea cubensis Urb. - Cassipourea elliptica (Sw.) Poir. - Cassipourea elliptica var. alba (Griseb.) Griseb. - Cassipourea elliptica var. latifolia (Alston) Stehlé - Cassipourea elliptica var. ovata Griseb. - Cassipourea elliptica var. parvifolia Stehlé - Cassipourea elliptica var. pauciserrata Griseb. - Cassipourea elliptica var. psilogyna Jonker - Cassipourea guianensis var. elliptica (Sw.) M.Gómez | - Cassipourea guianensis var. serrata (Benth.) Engl. - Cassipourea guianensis var. trichopoda Briq. - Cassipourea guildingii Briq. - Cassipourea latifolia Alston - Cassipourea macrophylla DC. - Cassipourea podantha Standl. - Cassipourea quadrilocularis Spruce ex Benth. - Cassipourea serrata Benth. - Legnotis cassipaurea Sw. - Legnotis elliptica Sw. - Legnotis macrophylla Mart. ex DC. |